# Лесная служба Республики Корея
Лесная служба Республики Корея ответственна за сохранность лесных угодий страны и находится в подчинении у Министерствa продовольствия, сельского, лесного и рыбного хозяйства, в момент создания ведомства именуемого Министерством сельского хозяйства. Также ведомство несет ответственность за развитие лесных ресурсов и научные исследования в области совершенствования управления лесными угодьями. Национальная площадь лесов составляет 1518 га, что составляет 24% от общей площади, или 1970 тысяч кубометров леса. Имеет четыре областных отделения: Восточную, Западную, Северную и Южную Лесные службы.